# Bajina Bašta
Bajina Bašta (in serbo Бајина Башта?, Bajina Bašta) è una città e un comune del distretto di Zlatibor nella parte centro-occidentale della Serbia centrale, al confine con la Bosnia ed Erzegovina.

## Geografia fisica e luoghi di interesse

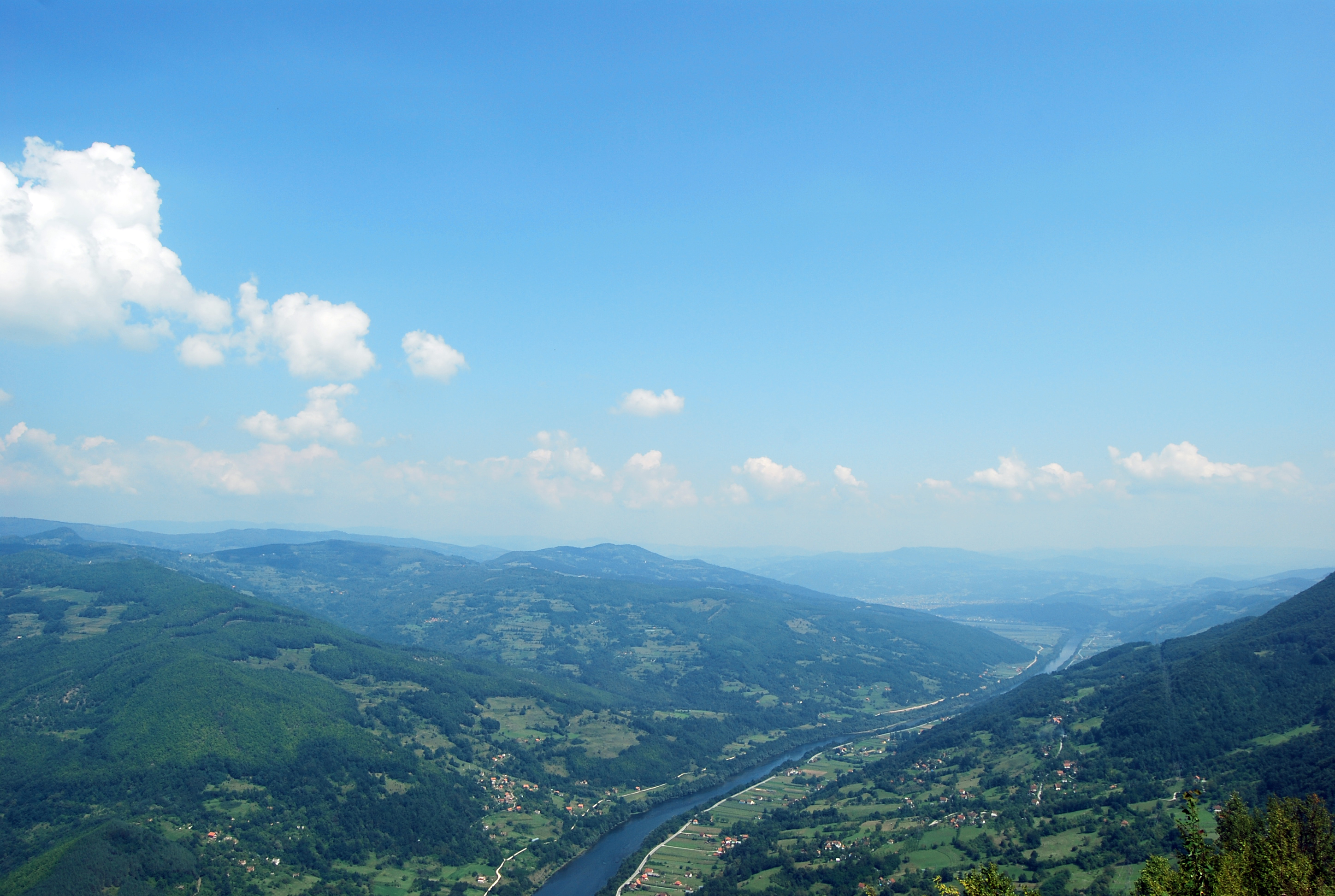
La valle del fiume Drina

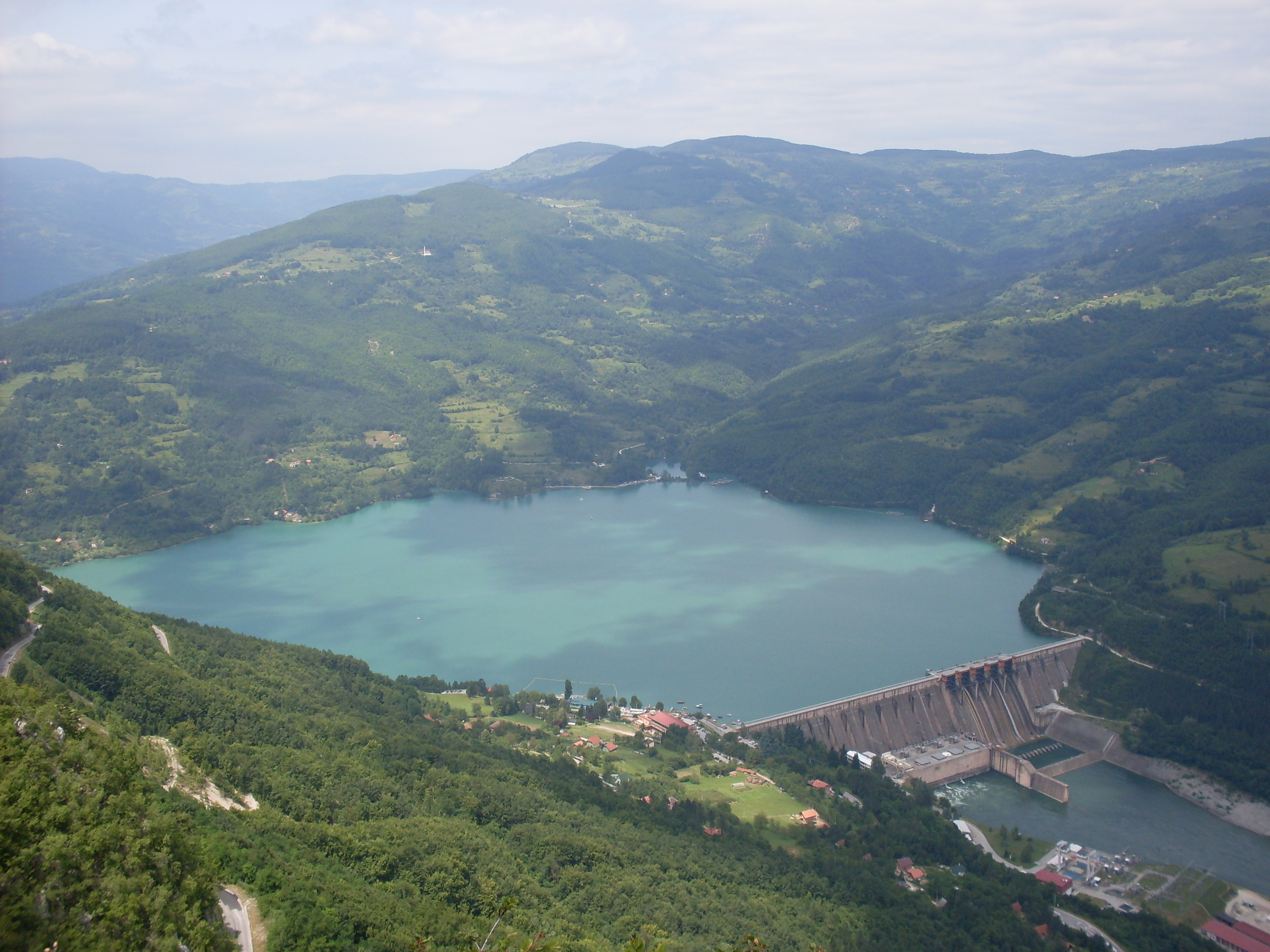
Il lago Perućac

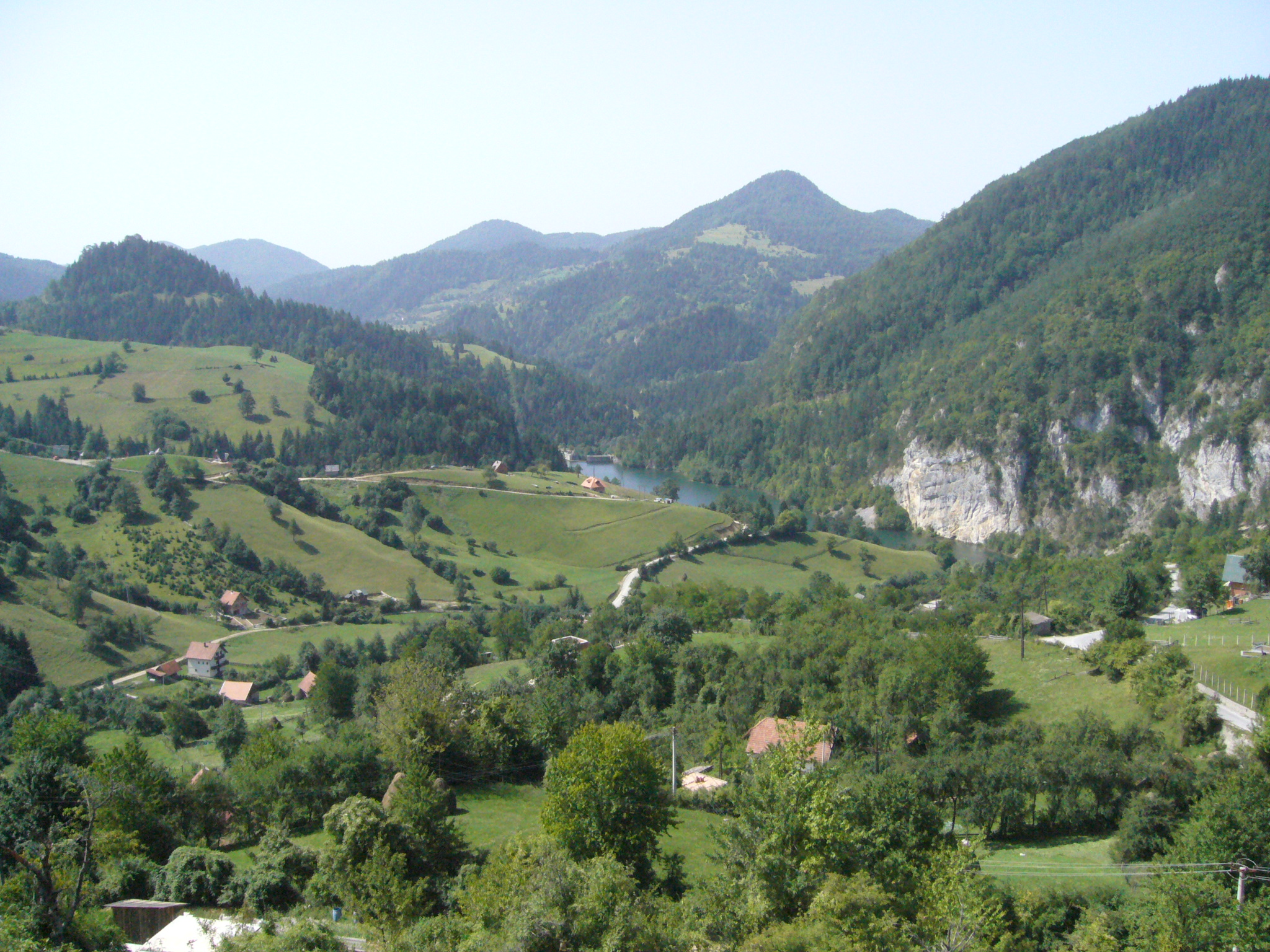
Il Parco nazionale di Tara

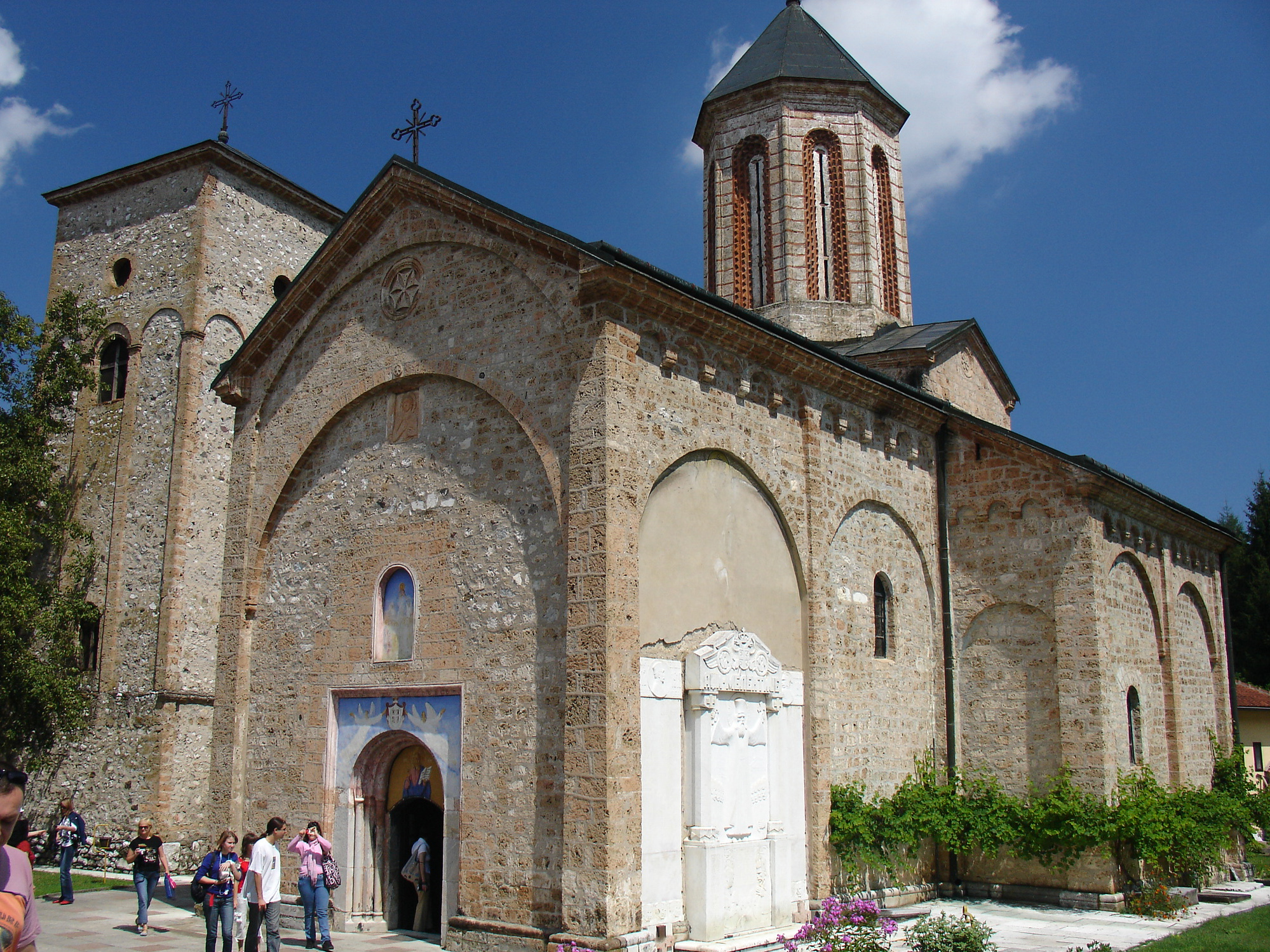
Il monastero di Rača

È situata lungo la valle del fiume Drina, nel lembo orientale del Parco nazionale di Tara.
Nel 1966 fu costruita una centrale idroelettrica sul lago Perućac, a circa dieci chilometri a ovest della città. È la seconda più grande centrale in Serbia del tipo sopra specificato dopo quella sorta presso le Porte di ferro.
Nelle vicinanze si trova il famoso monastero di Rača del XIII secolo.

## Geografia politica
In base al censimento del 2011, il comune ha 26 022 abitanti: 9 148 vivono nel capoluogo, i restanti 16 874 sono distribuiti nei 35 paesi e nelle aree rurali che circondano la città.